# Glenfinnan
Glenfinnan (skotskou gaelštinou Gleann Fhionnain) je vesnička v oblasti  Lochaber ve Skotské vysočině. Začalo zde Jakobitské povstání z roku 1745, když princ Karel Eduard Stuart zvaný Bonnie Prince Charlie vztyčil svoji Stuartovskou standartu na břehu jezera Loch Shiel. Sedmdesát let poté byl na tomto místě vybudován na připomínku této historické události 18 m vysoký Glenfinnanský pomník.

## Jakobitské povstání
Princ Karel Eduard Stuart připlul z Francie na ostrov Eriskay v souostroví Vnější Hebridy u severozápadního pobřeží Skotska. Na pevninu se poté vydal v nevelké veslici, z níž se vylodil v zálivu Arisaig, který se nachází západně od Glenfinnanu. Na břehu byl očekáván skupinou příslušníků klanu Donald (známého rovněž jako klan MacDonald). Princ v Glenfinnanu vyčkal na příchod dalších příslušníků klanů MacDonaldů, Cameronů, Macfieů a MacDonnellů z Glengarry. Konečně 19. srpna 1745 usoudil, že má již dostatečnou vojenskou podporu, a vystoupil na nedaleký kopec, kde příslušník klanu MacInnesů MacMaster z Glenaladale vztyčil jeho bojovou zástavu. Takzvaný „mladší pretendent“ (princ Karel Eduard Stuart) pak všem shromážděným klanům oznámil, že si jménem svého otce Jakuba Františka Stuarta neboli „staršího pretendenta“ nárokuje britský trůn. 
Osm měsíců nato, 16. dubna 1746, skončil jakobitský nárok na trůn neúspěchem v bitvě u Cullodenu. Mnozí příslušníci klanu Macfieů z Glenfinnanu bojovali u Cullodenu na pravém křídle jakobitské armády. 
Karel Eduard Stuart se do těchto míst opět navrátil, když prchal po prohrané bitvě před vládními jednotkami vedenými vévodou z Cumberlandu k zálivu Arisaig a se skupinou věrných přátel se poté půl roku skrýval na všech možných okolních ostrovech, nejčastěji na Vnitřních Hebridách. Záchrana přišla 18. září 1746, kdy se nalodili na francouzskou fregatu a odpluli zpět do Francie. Ve Skotsku po něm sice zbyly jen zmar a zkáza, nicméně je dodnes zdejším milovaným národním hrdinou. Princ Karel Eduard Stuart zemřel v Římě v roce 1788, aniž kdy znovu vkročil na skotskou půdu. Na břehu zálivu Arisaig, na místě, odkud odešel do vyhnanství, stojí dnes Princova mohyla.

## Pomník

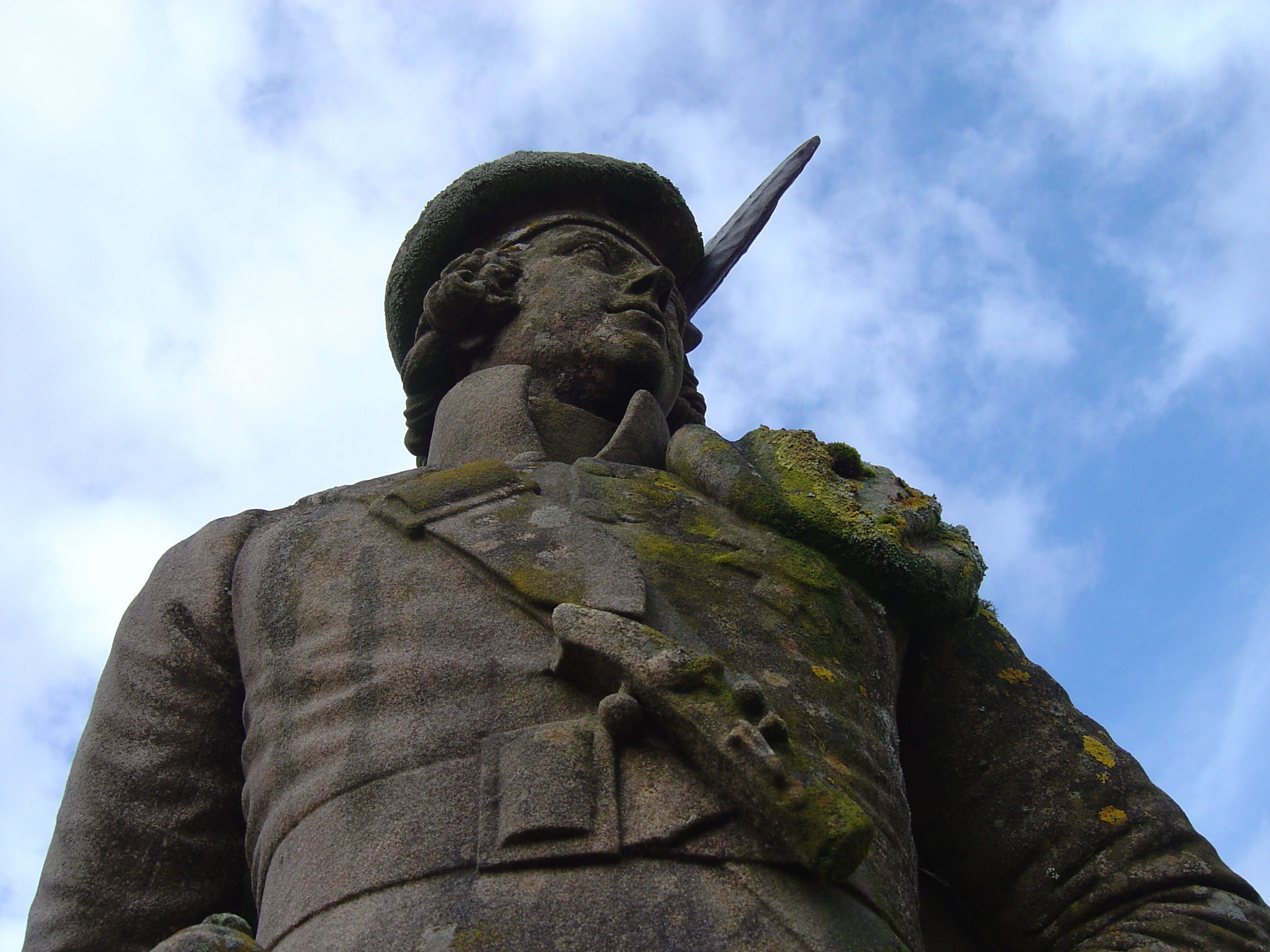
Neznámý horal

V roce 1814, kdy už jakobitské hnutí nepředstavovalo pro Hannoverskou dynastii žádnou politickou hrozbu, postavil Alexander Macdonald z Glenaladale z menší větve klanu Macdonaldů u Glenfinnanu pomník, 18 m vysokou věž, na památku vztyčení bojové standarty Karla Eduarda Stuarta. Pomník je věnován horalům, kteří během povstání v roce 1745 bojovali za jakobitskou věc. V roce 1835 byla na vrchol věže přidána socha neznámého horala.

## Železnice

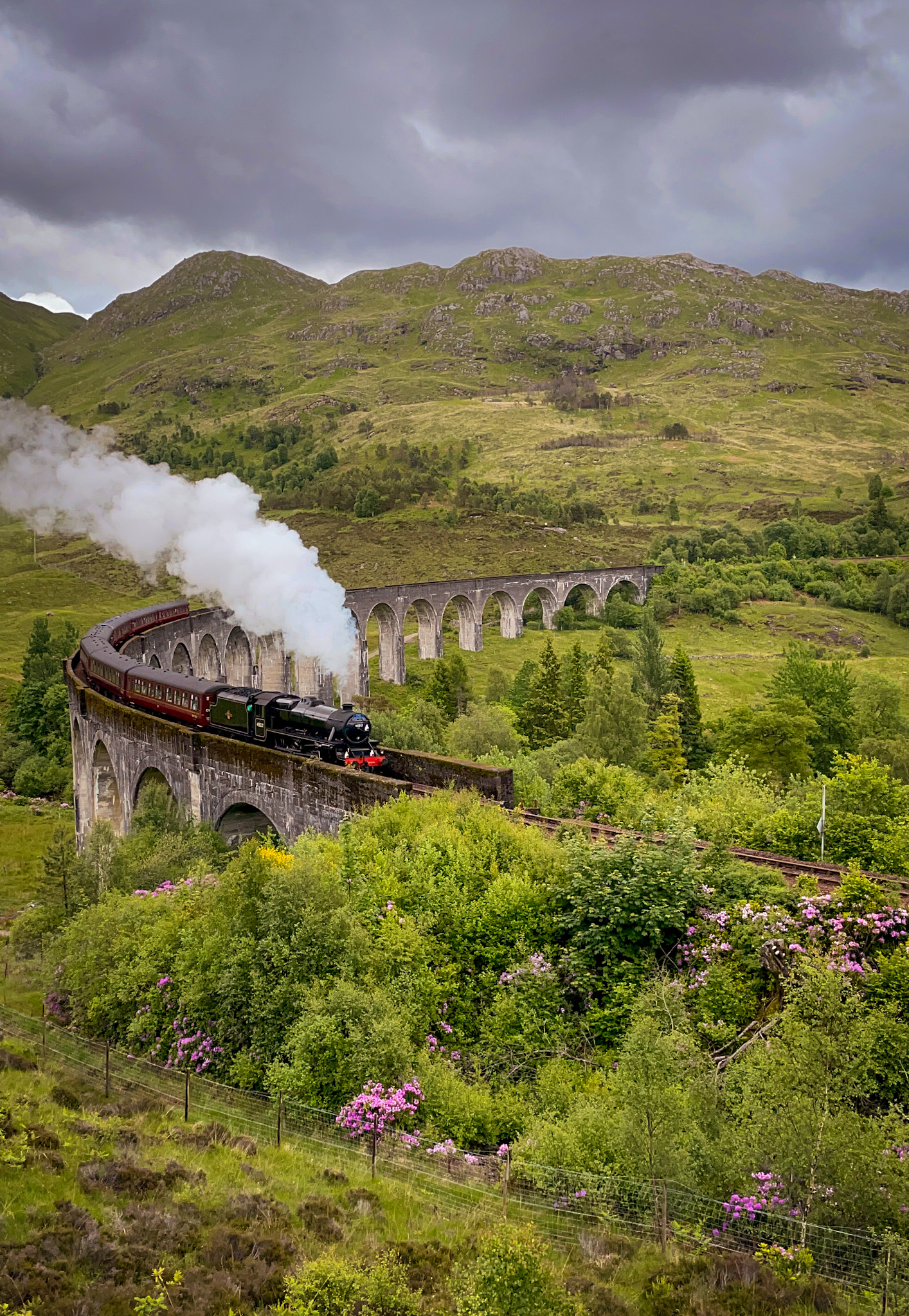
Turistický vlak The Jacobite (Jakobita) tažený parní lokomotivou na Glenfinnanském viaduktu

### Nádraží
Železniční stanice Glenfinnan leží na malebné trati West Highland Line, která spojuje přístavy Mallaig a Oban. Nachází se asi v polovině cesty mezi městem Fort William a přístavem Mallaig. Kromě pravidelné železniční dopravy společnosti ScotRail využívá tuto trať i turistický parní vlak The Jacobite (Jakobita). Na nádraží funguje soukromé železniční muzeum, které využívá bývalou rezervační kancelář, nepoužívané stavědlo a některé uskladněné vozy.

### Viadukt
Viadukt postavil v letech 1897 až 1898 stavitel Robert McAlpine. Jedná se o nejdelší betonový železniční most na území Skotska. Jeho celková délka je 380 m, má 21 oblouků, každý o šířce 15 m, a říčku Finnan překonává ve výšce 30 m.
Krajinu v okolí viaduktu si oblíbili filmaři. Ve filmové sérii o Harrym Potterovi po něm několikrát přejíždí Bradavický expres. Poprvé se tak stalo ve filmu Harry Potter a Tajemná komnata. Vlakem, který táhne lokomotiva Olton Hall, je již zmiňovaný turistický parní vlak The Jacobite.